# John Canfield Spencer

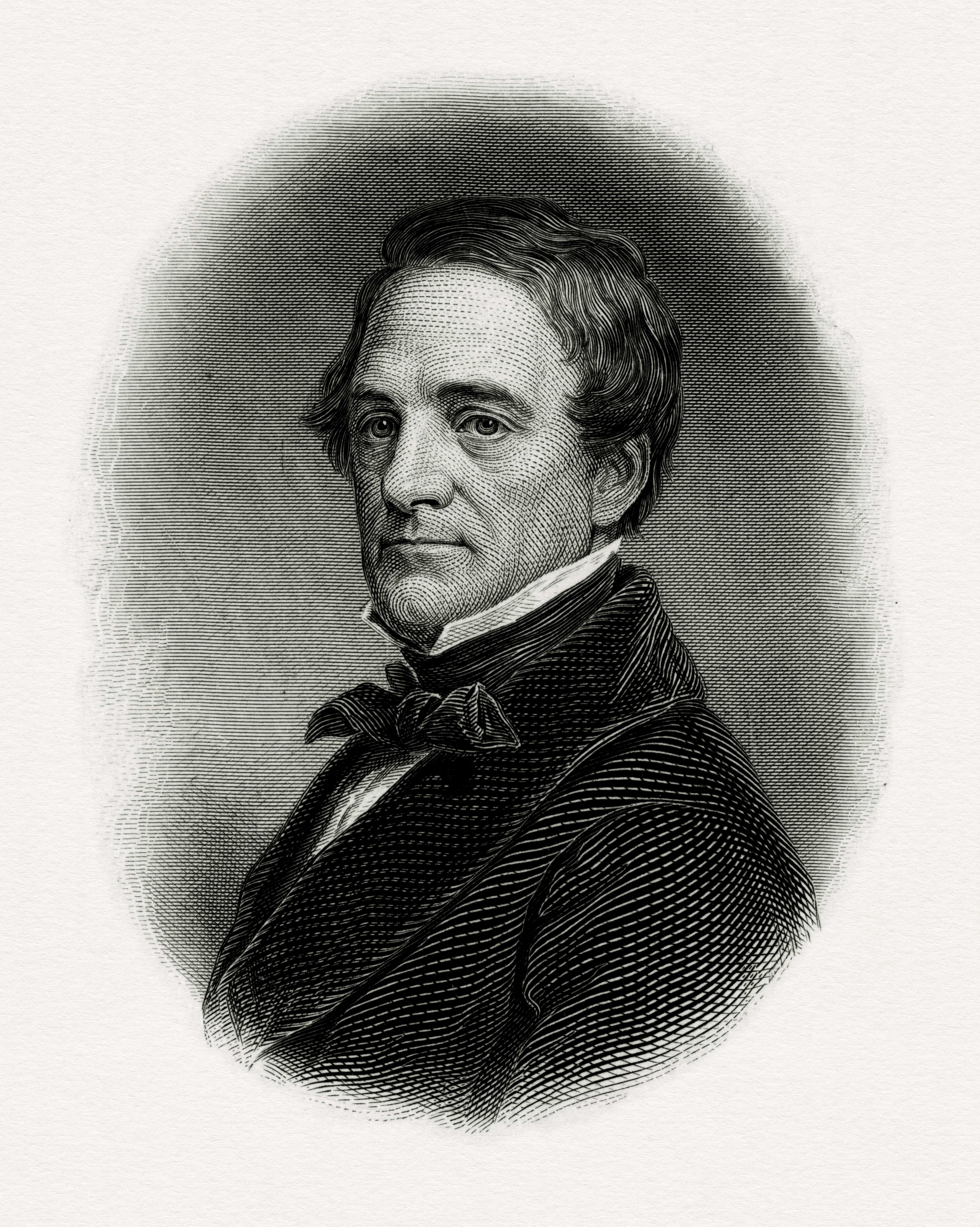
John Canfield Spencer

John Canfield Spencer (* 8. Januar 1788 in Hudson, New York; † 18. Mai 1855 in Albany, New York) war ein US-amerikanischer Politiker. Er war Kriegsminister zwischen 1841 und 1843 sowie Finanzminister zwischen 1843 und 1844 unter Präsident John Tyler.

## Leben
Spencer wurde in Hudson, New York, als Sohn von Ambrose Spencer geboren. 1807 wurde er Sekretär von Gouverneur Daniel D. Tompkins. Er studierte Jura in Albany und wurde 1809 als Anwalt zugelassen. Im gleichen Jahr heiratete er Elizabeth Scott Smith.
Sodann zog Spencer nach Canandaigua, New York, wo er in eine Kanzlei eintrat und 1811 einen Master der Chancery Division bekam. 1814 wurde er Postmeister in Canandaigua und stellvertretender Attorney General. Schon ein Jahr später wurde er Staatsanwalt der fünf westlichen Bezirke von New York.
Zwischen 1817 und 1819 saß Spencer im Repräsentantenhaus der Vereinigten Staaten. Dort war er ein Ausschussmitglied, das über die ungünstige Lage der Nationalbank berichtete. Des Weiteren wurde er für den Senat nominiert, unterlag aber bei der Wahl. Zwischen 1820 und 1822 gehörte er der New York State Assembly an und fungierte zeitweise als Speaker dieser Kammer. Danach saß er zwischen 1825 und 1828 im Staatssenat. Dort wurde er zum Sonderankläger bestellt, der das Verschwinden von William Morgan untersuchen sollte. 1829 vor seinem Verschwinden verfasste dieser ein Buch über die Freimaurer. Danach ging Spencer wieder ins Staatsparlament zurück und war dort von 1831 bis 1833 tätig.
1837 zog Spencer schließlich nach Albany um. Ein Jahr später gab er eine englische Abschrift von Alexis de Tocquevilles Democracy in America heraus. 1839 wurde er Secretary of State von New York und war vom 12. Oktober 1841 bis zum 3. März 1843 Kriegsminister der Vereinigten Staaten. Er schlug eine Postenkette vor, die sich von Council Bluffs, Iowa bis zum Columbia River erstrecken sollte. Des Weiteren drängte er die Regierung, an den Gebietsabsprachen festzuhalten, die durch die Entschädigung der Creek abgeschafft wurden.
1842 verlor er seinen Sohn Philip Spencer. Er wurde dafür hingerichtet, auf der Brigg Somers eine Meuterei verursacht zu haben. Später wurde John C. Spencer für den Supreme Court nominiert, aber durch den US-Senat 1844 abgelehnt. Er starb am 18. Mai 1855 in Albany.